# Liebe im Kuhstall
Liebe im Kuhstall ist ein deutsches Bauern- und Liebeslustspiel aus dem Jahre 1928 von Carl Froelich mit Henny Porten.

## Handlung
Janos von Holodronz ist ein wahrer Lotterbube von altem Ritteradel. Gemeinsam mit seinen vier Freunden bewohnt er völlig heruntergekommenes Gut. Jetzt, so befindet sein Onkel Albrecht, könne nur noch eine Heirat mit einer vermögenden Dame sein wirtschaftliches Überleben retten. Der befindet, dass die wohlhabende Gräfin Koritowska eine ideale Ehekandidatin wäre. Doch Janos stellt sich quer, er will nicht. Zumindest nicht diese ihm unbekannte Frau, denn längst hat er (und seine vier Kumpane gleich mit) sein Herz an die kesse Kuhmagd Marischka verloren. Die ist eines Tages wie aus dem Nichts aufgetaucht, besser gesagt: sie wurde im Heu entdeckt. Dort hatte sich nämlich die junge Frau die Nacht zuvor zur Ruhe gebettet, als sie auf ihrer Wanderschaft nach Arbeit im Kuhstall von einem Regenguss überrascht worden war. Die fünf Männer überlegen nicht lang: natürlich findet diese Marischka sofort Arbeit bei ihnen. Die dralle Kuhmagd merkt sogleich, dass sie den Männern auf dem Hof gehörig den Kopf verdreht und nutzt dies weidlich aus. Dabei bringt das Bauernmädchen, das nicht allzu viel Erfahrung in ihrem Beruf zu haben scheint, bald den gesamten Gutshof durcheinander.
Eines Tages erscheint Janos’ Onkel Albrecht, Ritter von Holodronz, und bietet seinem Neffen unumwunden Geld an, sollte er endlich eine vornehme junge Dame aus guten (und vor allem auch vermögendem) Hause zum Traualtar führen. Dessen vier Freunde haben daraufhin eine „blendende“ Idee. Warum nicht einfach Marischka auf „vornehm“ machen und sie dem vermögenden Onkel als „gute Partie“ verkaufen. Gesagt – getan. Doch bald wird Marischka dies alles zu dumm. Sie gesteht dem Onkel die Wahrheit und rennt heulend davon. Der schöne Plan der fünf Männer scheint geplatzt, und Janos möchte sich am liebsten sofort mit einem Strick aufknüpfen. Doch den hat die dumme Kuhgans entwendet und dazu benutzt, ihr Bündel zu schnüren, da sie augenblicklich den Hof verlassen hat. Die von Janos enttäuschte Heulsuse erklärt, dass sie zu Pfingsten den Strick zurückbringen wird, wenn der Kaufmann des Ortes, bei dem Janos stark verschuldet ist, den Hof übernommen und bezogen haben wird. Janos solle aber bis dahin vom Hof gejagt worden sein. Wie kann dieser ahnen, dass diese ganze Geschichte nur von Gräfin Koritowska, die in Wahrheit mit Marischka identisch und natürlich auch keine Kuhmagd ist, inszeniert wurde, um Janos als möglichen Ehekandidaten zu testen? Am Ende finden sich nach allen den Irrungen und Wirrungen die Liebenden doch noch.

## Produktionsnotizen
Liebe im Kuhstall passierte am 21. September 1928 die Filmzensur und wurde für die Jugend freigegeben. Die Uraufführung erfolgte am 26. Oktober 1928 in Berlins Capitol. Der Sechsakter maß eine Länge von 2134 Metern. In Österreich konnte man Liebe im Kuhstall erst am 7. Februar 1930 sehen.
Die Filmbauten schufen Gustav A. Knauer und Willy Schiller. Co-Produzent und Porten-Ehemann Wilhelm von Kaufmann übernahm auch die Produktionsleitung.
Felix Bressart gab in Liebe im Kuhstall sein Filmdebüt. Hier wie drei Jahre später in seinem größten deutschen Tonfilmerfolg Die Drei von der Tankstelle, wo er erneut auf seinen „Kuhstall“-Partner Oskar Karlweis treffen sollte, spielte er einen Gerichtsvollzieher.

## Kritik
Paimann’s Filmlisten resümierte: „Anfangs etwas schal, wird das Sujet in der zweiten Hälfte lustiger und flotter, von zum gelungen gezeichneten Milieu passenden Zwischentexten unterstützt. Nennenswerte Aufmachung ist nicht vorhanden, die Photographie entsprechend. Die Porten wirkt, vom übrigen Ensemble nett assistiert, wieder im Sinne ihrer Gemeinde, für welche das Ganze zweifellos als über dem Durchschnitt stehend anzusprechen ist.“